# HD 80126
HD 80126，又名CP-57 1951，SAO 236777、HR 3693，是一颗恒星，视星等为6.32，位于銀經277.09，銀緯-5.98，其B1900.0坐标为赤經9h 12m 45.7s，赤緯-57° -5.98′ 38″。